# Гизони
Гизони (фр. Ghisoni, корс. Ghisoni) — коммуна во Франции, находится в регионе Корсика. Департамент коммуны — Верхняя Корсика. Административный центр кантона Гизони. Округ коммуны — Бастия.
Код INSEE коммуны — 2B124.

## Население
Население коммуны на 2008 год составляло 224 человека.
| 1729 | 1831 | 1867 | 1901 | 1926 | 1946 | 1982 | 1999 | 2008 |
| ---- | ---- | ---- | ---- | ---- | ---- | ---- | ---- | ---- |
| 1154 | 1535 | 1747 | 1928 | 1585 | 1100 | 385  | 267  | 224  |

## Экономика

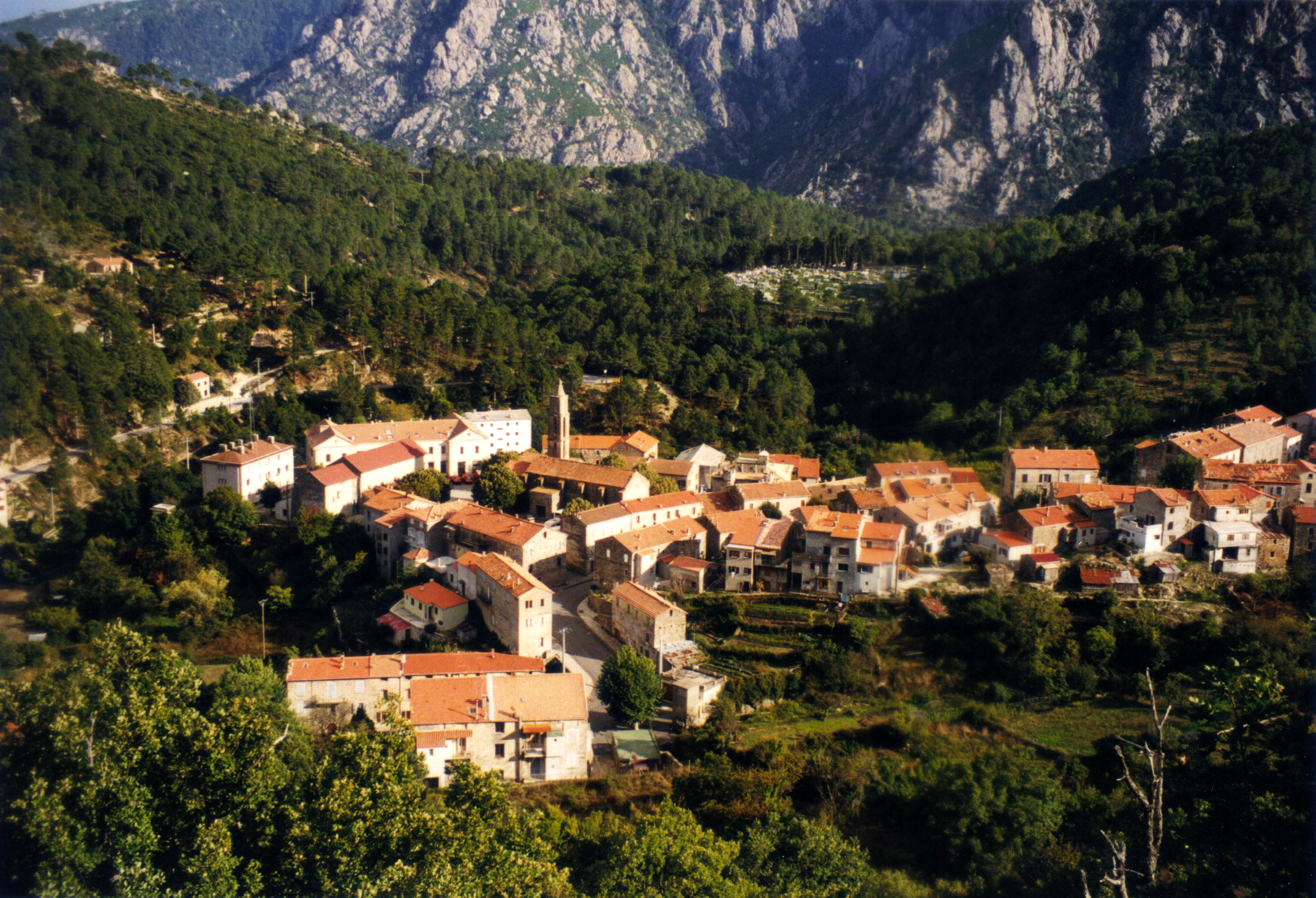
Гизони

В 2007 году среди 105 человек в трудоспособном возрасте (15—64 лет) 61 были экономически активными, 44 — неактивными (показатель активности — 58,1 %, в 1999 году было 55,2 %). Из 61 активных работали 52 человека (34 мужчины и 18 женщин), безработных было 9 (5 мужчин и 4 женщины). Среди 44 неактивных 2 человека были учениками или студентами, 26 — пенсионерами, 16 были неактивными по другим причинам.